# Diplectrona fonti
Diplectrona fonti là một loài Trichoptera trong họ Hydropsychidae. Chúng phân bố ở miền Cổ bắc.